# Lifan 320
Lifan 320 ― автомобіль китайської групи компаній Lifan. Вперше показаний на Пекінському автосалоні в 2008 році, дизайн автомобіля копіює Mini Cooper. 320 також вироблявся та продавався на іноземних ринках, а в Росії продавався під назвою Lifan Smily.

## Опис
Модель 320 вперше була показана на Пекінському автосалоні 2008 року , а потім прототип 320 був знову показаний на Шанхайському автосалоні 2009 року . Lifan 320 пропонується покупцям у чотирьох кольорах кузова та продаватиметься на китайському ринку за ціною 48 800 юанів (7 142 долари США).

Станом на травень 2008 року була заснована команда Lifan 320, яка брала участь у Чемпіонаті Китаю з ралі (CRC). Lifan планувала використовувати стратегію «Спочатку гонка, а потім продаж» для підвищення довговічності автомобілів. 

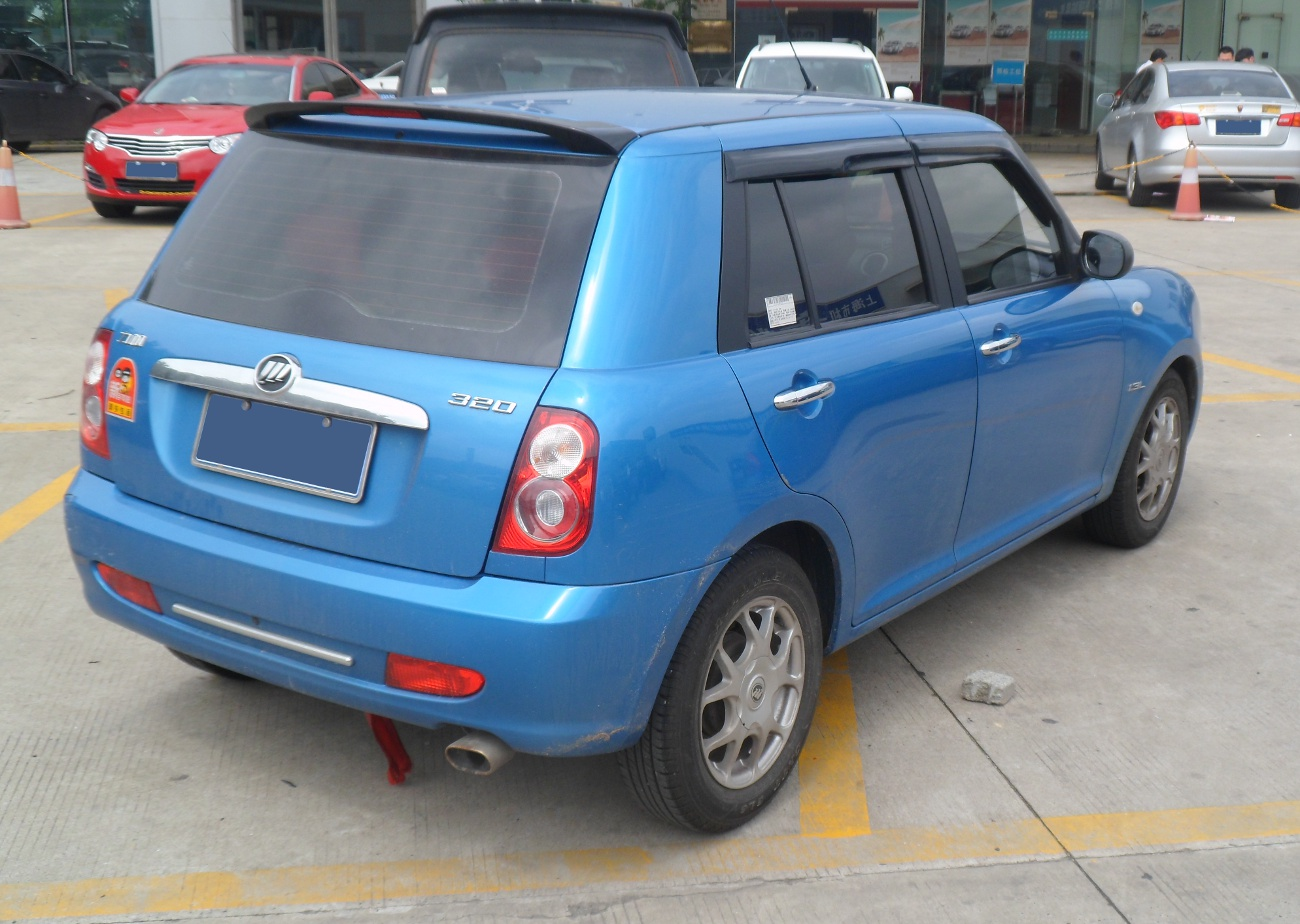
Lifan 320
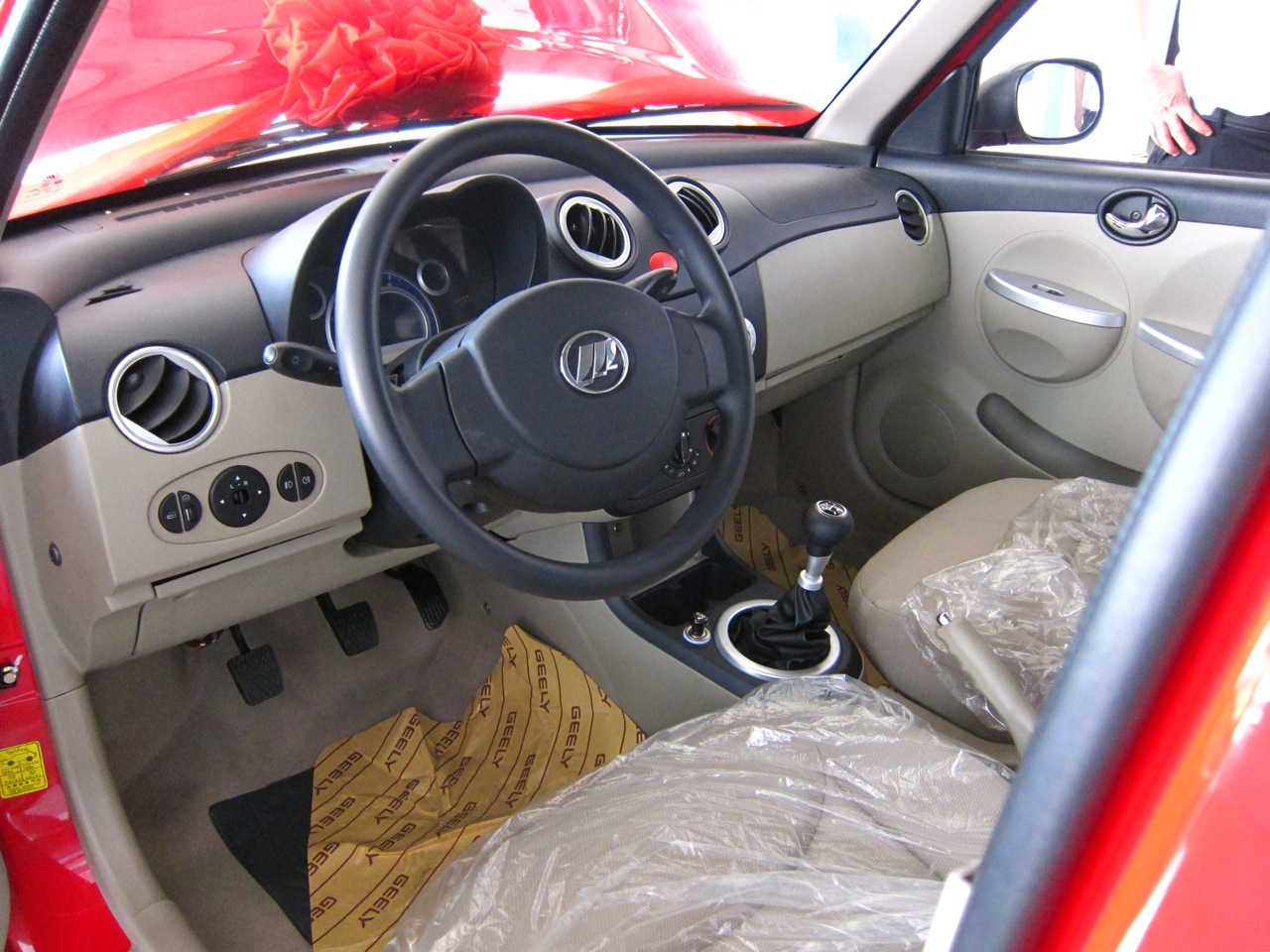
Салон Lifan 320
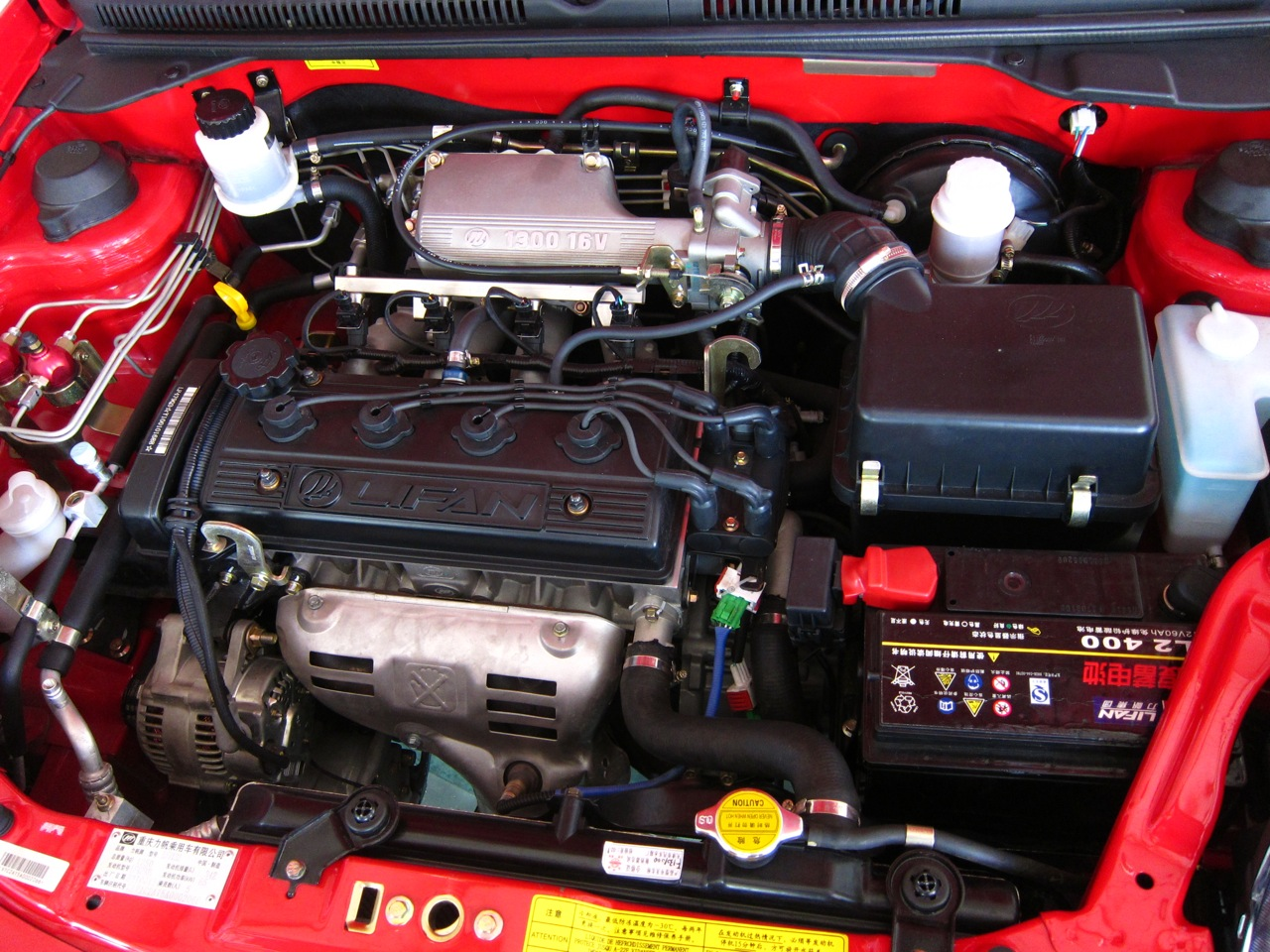
Двигун Lifan 320

### Модель 2013 року та 330
Оновлена модель була представлена у 2013 році разом із більш престижною версією, 330. Він має повністю перероблену передню частину та продавався разом з оригінальним 320. 

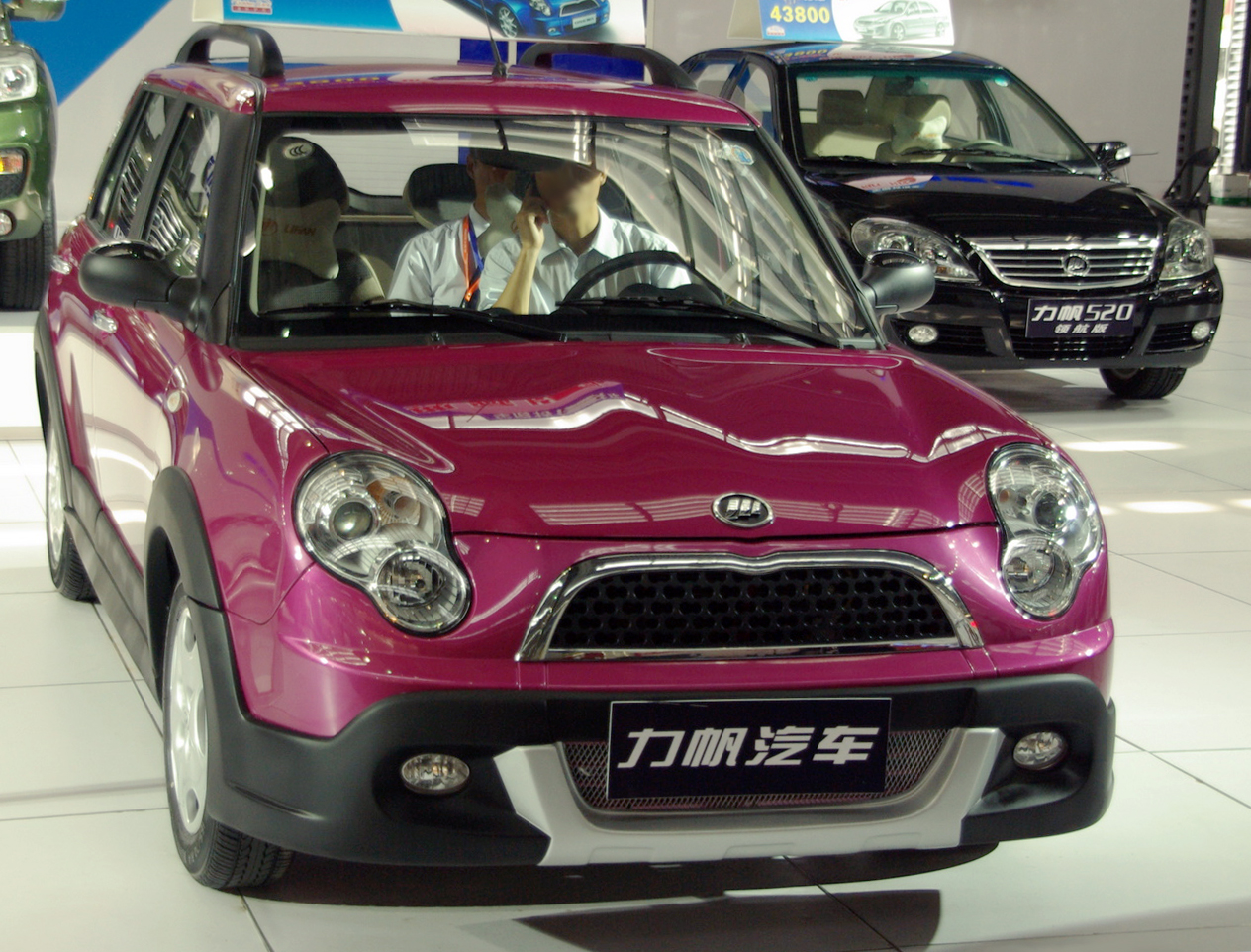
Lifan 320 (2013–2018)
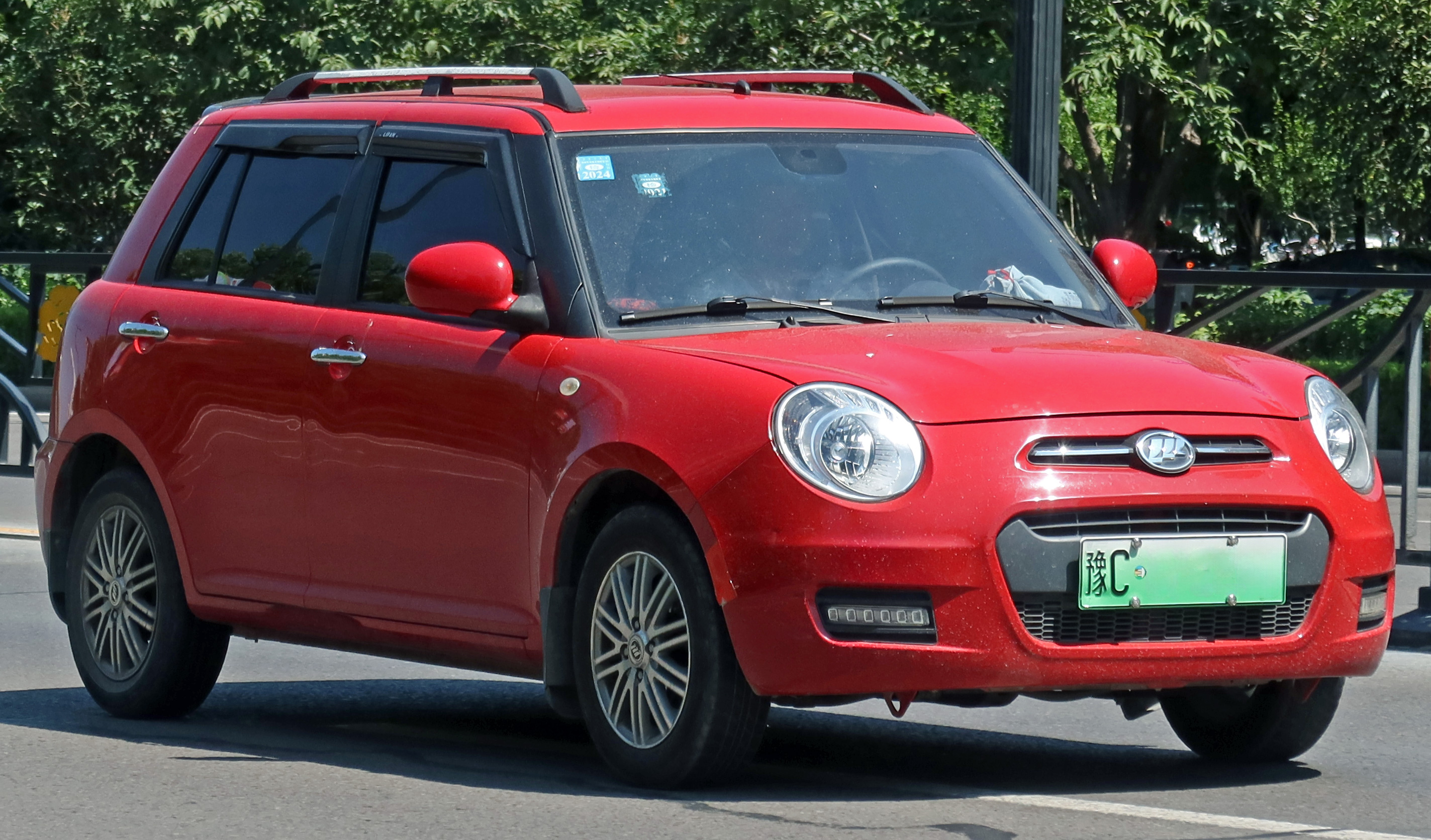
Lifan 330